# SteamOS
SteamOS, ontwikkeld door Valve Corporation, heeft zich gevestigd als het belangrijkste    besturingssysteem voor het Steam Machine-gamingplatform en de Steam Deck. Deze software, gebaseerd op de Debian-distributie van Linux, zag voor het eerst het licht op 13 december 2013 en heeft sindsdien een evolutie doorgemaakt die het tot een krachtige speler in de wereld van gaming en open-source software heeft gemaakt.
Het primaire doel van SteamOS is om een geoptimaliseerde en gestroomlijnde game-ervaring te bieden, en het is ontworpen om compatibel te zijn met een breed scala aan hardwareconfiguraties. Als een op Linux gebaseerd besturingssysteem heeft het de flexibiliteit en aanpasbaarheid die kenmerkend zijn voor open-source software. SteamOS maakt gebruik van de Big Picture-modus van de Steam-client, waardoor gebruikers een intuïtieve en console-achtige interface ervaren, perfect geschikt voor gebruik in de woonkamer.
Een opvallend kenmerk van SteamOS is het gebruik van zowel opensourcesoftware als enkele closed-source-onderdelen. Deze hybride aanpak stelt Valve in staat om essentiële prestatieverbeteringen en optimalisaties door te voeren, terwijl tegelijkertijd de transparantie en toegankelijkheid van de opensourcesoftwarewereld worden behouden. Dit evenwicht tussen openheid en geslotenheid heeft bijgedragen aan de kracht en stabiliteit van SteamOS.
Naarmate de tijd verstrijkt, heeft Valve actief gewerkt aan het verbeteren en updaten van SteamOS om gelijke tred te houden met de evoluerende behoeften van de gaminggemeenschap. Updates omvatten verbeterde hardwareondersteuning, prestatieoptimalisaties en beveiligingsupdates. Bovendien heeft Valve partnerships gesmeed met ontwikkelaars om een groeiende bibliotheek van compatibele spellen te waarborgen, waardoor SteamOS-gebruikers kunnen genieten van een diverse selectie van games.
Met de introductie van de Steam Deck, een handheld gamingconsole, heeft SteamOS zijn invloed verder uitgebreid. De Steam Deck maakt gebruik van de kracht van SteamOS en stelt gebruikers in staat om hun favoriete pc-games onderweg te spelen. Dit draagbare gamingapparaat heeft de mogelijkheid om verbinding te maken met een tv of monitor, waardoor het zowel draagbaar als geschikt voor thuisgebruik is.